# Henri LaBorde
Henri Jean LaBorde (ur. 11 września 1909 w San Francisco, zm. 16 września 1993 w Portland w stanie Oregon) – amerykański lekkoatleta, specjalista rzutu dyskiem, wicemistrz olimpijski z 1932.
Na igrzyskach olimpijskich w 1932 w Los Angeles LaBorde zdobył srebrny medal w rzucie dyskiem, za swym rodakiem Johnem Andersonem.
W 1933 został akademickim mistrzem Stanów Zjednoczonych, zarówno NCAA, jak i IC4A w rzucie dyskiem. Był wówczas studentem Stanford University. W tym samym roku w Düsseldorfie ustanowił swój najlepszy wynik w karierze – 50,38 m, który był również najlepszym wynikiem na świecie w tym roku.